# Akropolis-Turnier 2011
Die 25. Auflage des Akropolis-Basketball-Turniers 2011 fand zwischen dem 23. und 25. August 2011 im Vorort Marousi von Athen statt. Ausgetragen wurden die insgesamt fünf Spiele in der Olympiahalle.
Neben der gastgebenden Griechischen Nationalmannschaft nahmen auch die Nationalmannschaften aus Italien sowie Bulgarien teil. Das Teilnehmerfeld komplettierte die amerikanische Mannschaft der Brigham Young University. Während Bulgarien erst zum zweiten Mal vertreten war, nahm Italien bereits zum 15. Mal teil.
Als MVP des Turniers wurde der Grieche Antonios Fotsis ausgezeichnet. Topscorer wurde Danilo Gallinari aus Italien mit insgesamt 56 erzielten Punkten (18,7 im Schnitt).

## Besonderes
- Für Fotsis war es bereits die dritte Auszeichnung zum MVP des Akropolis-Turniers.
- Erstmals seit 1998 nahm eine Universitätsmannschaft aus den Vereinigten Staaten teil.
- Die Begegnung Bulgarien gegen BYU wurde nicht ausgetragen, da die Amerikaner bereits am Vortag abreisen mussten.

## Begegnungen
| 23. August 2011 | Italien      | 74 - 71           | Bulgarien |
| 23. August 2011 | Griechenland | 83 - 54           | BYU       |
| 24. August 2011 | BYU          | 63 -102           | Italien   |
| 24. August 2011 | Griechenland | 101 - 67          | Bulgarien |
| 25. August 2011 | Griechenland | 81 - 82           | Italien   |
| 25. August 2011 | Bulgarien    | nicht ausgetragen | BYU       |

## Tabelle
| Rang | Land                     | Punkte | Körbe   |
| ---- | ------------------------ | ------ | ------- |
| 1    | Italien                  | 6      | 258-215 |
| 2    | Griechenland             | 5      | 265-203 |
| 3    | Bulgarien                | 2      | 138-175 |
| 4    | Brigham Young University | 2      | 117-185 |